# ديف هنت
ديف هنت (بالإنجليزية: Dave Hunt)‏ هو سياسي أمريكي، ولد في 10 نوفمبر 1967. حزبياً، نشط في الحزب الديمقراطي. وقد انتخب عضو مجلس نواب أوريغون.